# Cartagena, Spanien

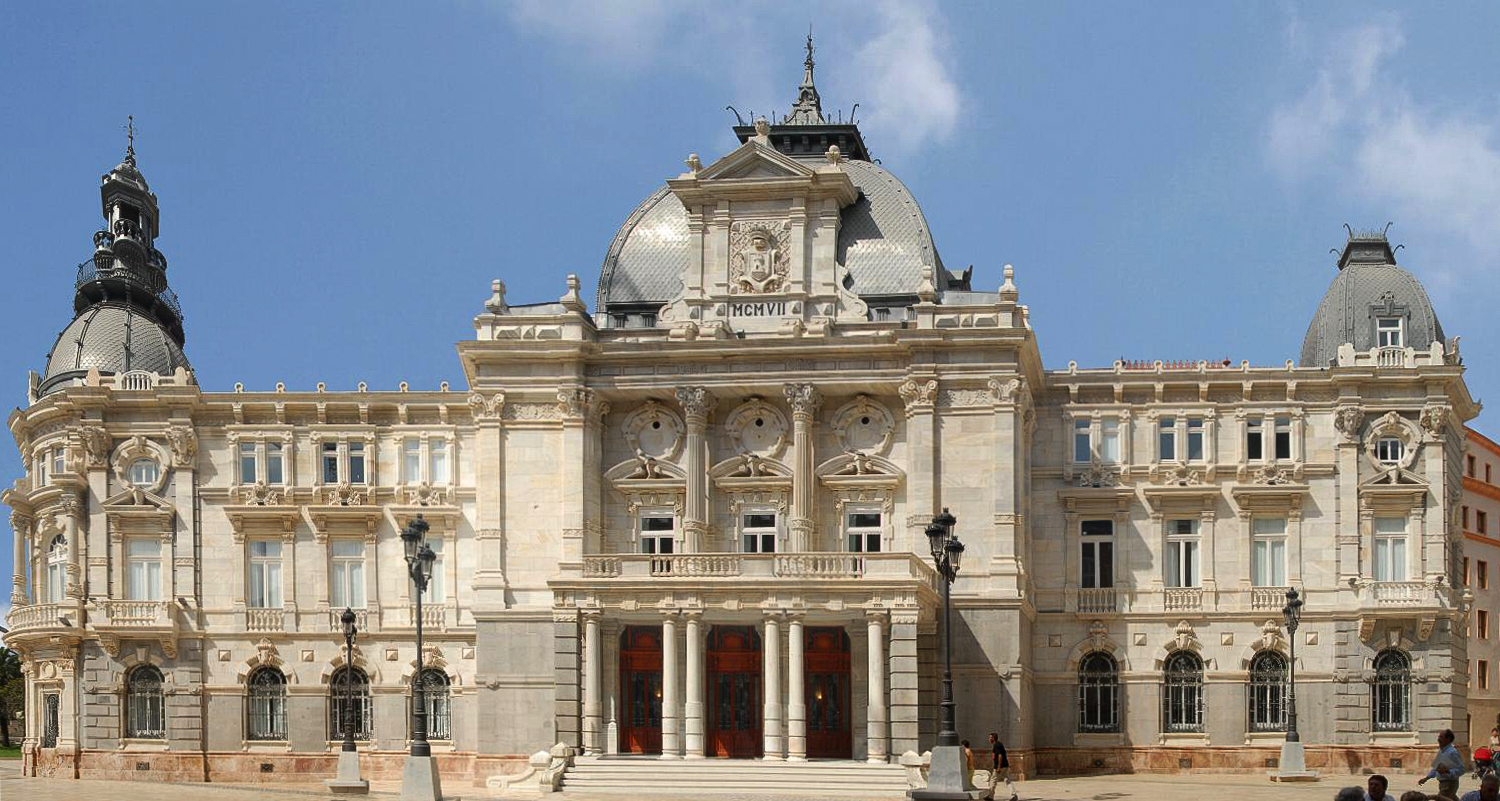
Stadshuset i Cartagena.

Cartagena (spanskt uttal: [kaɾtaˈxena]) är en stad och kommun i den autonoma regionen Murcia i sydöstra Spanien. Staden ligger vid Medelhavet, cirka 45,5 kilometer sydost om Murcia. Kommunen har 219 777 invånare (2024), på en yta av 560,19 km².
Det är en hamnstad som förutom handelshamn och fiske även har en större marin flottbas. Namnet kommer från feniciskans Qart Hadasht ("Nya staden"), senare döpt till Carthago Nova av romarna. Den första bosättningen sägs ha skapats kring år 228 f.Kr. av general Hasdrubal den sköne från Karthago.